# Néstor Fabbri
Néstor Ariel Fabbri (Buenos Aires, 29 de abril de 1968) é um ex-futebolista argentino, que atuava como defensor.

## Carreira
Fabbri começou a jogar no Boca Juniors depois de ser revelado por um time interior. Depois foi jogar na Europa, após duas temporadas sem gols ele voltou ao Boca pois havia declarado que amava o clube e que sempre sentia sua falta. Voltou marcando gols mesmo em sua posição foi artilheiro na temporada seguinte com 19 gols de cabeça feito inédito para um zagueiro.

## Seleção
Fabbri integrou a Seleção Argentina de Futebol nos Jogos Olímpicos de 1988, de Seul. e integrou a Seleção Argentina de Futebol na Copa América de 1995.

## Títulos
Seleção argentina
- Copa do Mundo de 1990: - Vice
- Copa Rei Fahd de 1995: - vice